# Близькі контакти третього ступеня
«Близькі контакти третього ступеня» (англ. Close Encounters of the Third Kind) — американський науково-фантастичний фільм 1977 року Стівена Спілберга.

## Сюжет
У пустелі Сонора французький вчений Клод Лакомб, його американський перекладач, картограф Девід Лафлін та інші дослідники виявляють літаки, зниклі в часи Другої світової війни. Літаки збереглися в ідеальному стані, але дослідники не знаходять жодних слідів пасажирів. Старий місцевий житель стверджує, що «сонце вийшло вночі й заспівало йому». Згодом посеред пустелі Гобі виявляють порожній і неушкоджений вантажний корабель. Поблизу Індіанаполіса два літаки ледве уникають зіткнення з НЛО.
У сільському будинку трирічний хлопчик Баррі Гілер прокидається та бачить, що його іграшки рухаються самі по собі. Він помічає щось надворі та йде за ним, а матір, Джилліан, намагається його повернути. Навколо зникає світло й електрик Рой Нірі, вирушаючи ремонтувати неполадку, бачить над своєю вантажівкою НЛО. Вогні невідомого об'єкта лишають легкі опіки на його шкірі. НЛО злітає з трьома іншими в небо, Рой і три поліцейські авто вирушають навздогін. Хоча Рой губить ціль, ця зустріч сильного змінює його. Чоловік захоплюється пошуками НЛО, його переслідує образ гори. Джилліан малює таку ж гору, а незабаром до неї з хмар спускається НЛО. Невідомі істоти намагаються проникнути в її будинок, жінка відбивається від них, але Баррі викрадають.
Лакомб і Лафлін разом із групою експертів ООН продовжують досліджувати дедалі вищу активність НЛО. Свідки в Дхарамсалі, Північна Індія, повідомляють, що НЛО видають характерні звуки: музичну фразу з п'яти тонів у мажорному ладі. Вчені транслюють цю фразу в космос і у відповідь приходить ряд чисел (104 44 30 40 36 10), що повторюється знову і знову. Лафлін упізнає в цифрах координати гори під назвою Вежа Диявола у Вайомінгу. Лакомб і військові США прибувають до Вайомінгу. Армія евакуює територію, повідомивши у ЗМІ про начебто витік отруйного газу. Водночас військові готують майданчик для можливої посадки інопланетян.
Роя покидає дружина, забравши з собою трьох дітей. Коли по телебаченню показують репортаж про аварію поїзда біля Вежі Диявола, Рой і Джилліан впізнають у ній ту саму гору, образ якої переслідував їх. Разом з іншими мандрівниками, які переживали такі ж видіння, вони вирушають до Вежі Диявола, попри застереження військових.
Армія затримує більшість мандрівників, Рой і Джилліан прагнуть дістатися до гори, коли в нічному небі з'являються НЛО. Урядові спеціалісти починають слати світлові сигнали до НЛО, яких дедалі більшає. Зрештою спускається величезний флагман, звідки виходять забрані в різні часи інопланетянами люди — всі вони лишилися в такому ж віці, як у момент викрадення. Баррі також опиняється серед них і возз'єднується з матір'ю. Урядові чиновники вирішують включити Роя до групи послів.
Коли інопланетяни виходять з материнського корабля, вони обирають Роя, щоб він вирушив з ними — він єдиний не одягнув темні окуляри проти їхнього світла. Коли Рой заходить на корабель, один з інопланетян на кілька хвилин зупиняється. Лакомб жестами показує п'ятитональну музику. Інопланетянин відповідає тими ж жестами, посміхається і повертається до свого корабля, який злітає в космос.

## У ролях
- Річард Дрейфус — Рой Нірі, електрик
- Франсуа Трюффо — Клод Лакомб, французький учений
- Террі Гарр — Ронні Нірі, дружина Роя
- Мелінда Діллон — Джилліан Гілер, мати Баррі
- Боб Балабан — Девід Лафлін, картограф, перекладач Лакомба
- Джей Патрік МакНамара — керівник Проєкту зі встановлення контакту
- Воррен Дж. Кеммерлінг — Майор «Дикий Білл» Волш
- Робертс Блоссом — фермер
- Філіп Доддс — Жан Клод
- Кері Гаффі — Баррі Гілер
- Ленс Хенріксен — Роберт
- Карл Везерс — військовий поліціянт

## Сприйняття
«Близькі контакти третього ступеня» став найуспішнішим фільмом виробництва Columbia Pictures свого часу.
Американський кінокритик Джонатан Розенбаум назвав його «найкращим вираженням доброзичливого, мрійливого погляду Спілберга».
А. Д. Мерфі з журналу «Variety» дав загалом позитивну рецензію, але вказав, що фільму «бракує тепла та людяності» «Зоряних воєн» Джорджа Лукаса. Мерфі схарактеризував більшу частину фільму як повільну, але високо оцінив кульмінацію.
На «Sneak Previews» Джин Сіскел і Роджер Еберт рекомендували фільм до перегляду. Сіскел високо оцінив ідею фільму про те, що не треба «боятися невідомого», вказавши, що Дрейфус був «ідеально підібраний» на роль головного героя й описав фінал як «чудову сцену, що поєднує в собі фантастику, пригоди та таємницю». Він, однак, зазначив, що картина «застопорилася» через підсюжет посередині. Еберт писав, що «останні 30 хвилин є одними з найдивовижніших речей, які я коли-небудь бачив на екрані», і що фільм був «схожий на дитячу картинку… своєю невинністю». Полін Кель так само назвала його «дитячим фільмом у найкращому сенсі».
Жан Ренуар порівнював оповідь Спілберга з оповідями Жуля Верна і Жоржа Мельєса.
Рей Бредбері назвав «Близькі контакти третього ступеня» найкращим науково-фантастичним фільмом, коли-небудь знятим.